# Malý Slavkov
Malý Slavkov (Hongaars: Kisszalók, Duits: Kleinschlagendorf) is een Slowaakse gemeente in de regio Prešov, en maakt deel uit van het district Kežmarok.
Malý Slavkov telt 957 inwoners.